# Wootton (Stafford)
Wootton – osada w Anglii, w Staffordshire. W 1870-72 osada liczyła 202 mieszkańców. Wootton jest wspomniana w Domesday Book (1086) jako Wodestone.